# Lista de conflitos envolvendo o Egito
Esta é uma lista de guerras envolvendo o Egito.

## Egito OtomanoeQuedivato do Egito(1517–1914)
| Conflito                                      | Combatente 1                                     | Combatente 2                                                            | Resultados                                                         | Chefe de Estado       | Perdas egípcias |
| --------------------------------------------- | ------------------------------------------------ | ----------------------------------------------------------------------- | ------------------------------------------------------------------ | --------------------- | --------------- |
| Expedição Fraser (1807)                       | Egito Otomano                                    | Império Britânico                                                       | Vitória - Derrota das forças britânicas.                           | Muhammad Ali do Egito | ?               |
| Guerra Egípcio-Wahabita (1811–1818)           | Império Otomano Egito Otomano                    | Diriyah                                                                 | Vitória - Execução de Abdullah bin Saud.                           | Muhammad Ali do Egito | ~2.000          |
| Guerra de independência da Grécia (1821–1829) | Império Otomano Egito Otomano                    | Grécia                                                                  | Derrota - Estabelecimento do Reino da Grécia.                      | Muhammad Ali do Egito | ?               |
| Revolta Saudita (1821–1824)                   | Egito Otomano                                    | Négede                                                                  | Derrota - Início do Segundo Estado Saudita.                        | Muhammad Ali do Egito | ?               |
| Primeira Guerra Egípcio-Otomana (1831–1833)   | Egito Otomano                                    | Império Otomano                                                         | Vitória - Egito conquista o Vilaiete de Alepo e da Síria.          | Muhammad Ali do Egito | "Mínima"        |
| Segunda Guerra Egípcio-Otomana (1839–1841)    | Egito Otomano · França · Espanha                 | Império Russo · Império Britânico · Império Otomano · Império Austríaco | Derrota - Egito renunciou a sua reivindicação pela Síria.          | Muhammad Ali do Egito | ?               |
| Guerra etíope-egípcia (1874–1876)             | Egito                                            | Etiópia                                                                 | Derrota - Invasão da Etiópia repelida.                             | Isma'il Pasha         | 2.000+          |
| Revolta de Urabi (1879–1882)                  | Teufique Paxá · Reino Unido                      | Ahmed Urabi                                                             | Derrota de ‘Urabi - Exílio de 'Urabi, ocupação britânica do Egito. | Teufique do Egito     | ?               |
| Guerra Mahdista (1881–1899)                   | Egito · Reino Unido · Itália · Bélgica · Etiópia | Sudão Mahdista                                                          | Vitória - Formação do Sudão Anglo-Egípcio.                         | Teufique do Egito     | ?               |

## Pós-independência
| Conflito                                     | Egito e aliados | Oponentes                                                       | Resultados | Chefe de Estado                     | Ministro da Defensa     | Perdas egípcias | Perdas egípcias |
| Conflito                                     | Egito e aliados | Oponentes                                                       | Resultados | Chefe de Estado                     | Ministro da Defensa     | Militares       | Civis           |
| -------------------------------------------- | --- | --------------------------------------------------------------- | --- | ----------------------------------- | ----------------------- | --------------- | --------------- |
| Primeira Guerra Árabe-Israelense (1948–1949) | Egito · Iraque · Transjordânia · Síria · Líbano · Arábia Saudita · Exército da Guerra Santa · Exército de Liberação Árabe       | Israel                                                          | Derrota - Fracasso tático e estratégico árabe. - Armistício de 1949 ; Israel manteve a área destinada a si pelo Plano de Partilha e capturou 50% da área atribuído ao Estado árabe. | Farouk do Egito                     | Ismail Chirine          | 1.200- 2.000    | Desconhecido    |
| Guerra Anglo-Egípcia de 1951 (1951–1952)     | Egito | Reino Unido                                                     | Derrota - Terminou com a Revolução Egípcia de 1952. | Farouk do Egito                     | Ismail Chirine          | Desconhecido    | Desconhecido    |
| Crise de Suez (1956)                         | Egito | Israel · Reino Unido · França                                   | Derrota (vitória política) - Zona desmilitarizada estabelecida pela UNEF . | Gamal Abdel Nasser                  | Abdel Hakim Amer        | 1.650– 3.000    | ~1.000          |
| Guerra Civil do Iêmen do Norte (1962–1967)   | República Árabe do Iémen · Egito                                                                                                | Reino do Iêmen · Arábia Saudita                                 | Impasse - Resolução de Cartum, retirada egípcia. | Gamal Abdel Nasser                  | Abdel Wahab el-Beshry   | ~26.000         | Nenhuma         |
| Guerra dos Seis Dias (1967)                  | Egito · Síria · Jordânia · Iraque · Líbano                                                                                      | Israel                                                          | Derrota - Israel captura a Faixa de Gaza, o Sinai, a Cisjordânia e as Colinas de Golã.                                                                                              | Gamal Abdel Nasser                  | Shams Badran            | 10.000- 15.000  | Desconhecida    |
| Guerra de Desgaste (1967–1970)               | Egito · União Soviética | Israel                                                          | Ambos os lados reivindicam vitória - Continuação da ocupação israelense do Sinai.                                                                                                   | Gamal Abdel Nasser                  | Mohamed Fawzi           | 2.882- 10.000   | 2.882- 10.000   |
| Guerra Civil da Nigéria (1967–1970)          | Nigéria · Egito | Biafra                                                          | Vitória - Reincorporação de Biafra na Nigéria. | Gamal Abdel Nasser                  | Mohamed Fawzi           | Desconhecida    | Nenhuma         |
| Guerra de Outubro (1973)                     | Egito · Síria · Iraque · Jordânia · Argélia · Cuba · Marrocos · Tunísia                                                         | Israel                                                          | Derrota (ganhos políticos estratégicos) - Invasão síria repelida, Terceiro Exército Egípcio cercado; cessar-fogo da ONU - Tratado de paz israelo-egípcio                            | Anwar Sadat                         | Ahmad Ismail Ali        | 5.000- 15.000   | Desconhecido    |
| Primeira Guerra de Shaba (1977)              | Zaire · Marrocos · Egito | FNLC                                                            | Vitória - FNCL expulsa do Catanga. | Anwar Sadat                         | Mohamed el-Gamasy       | Nenhuma         | Nenhuma         |
| Guerra Líbia-Egito (1977)                    | Egito | Líbia                                                           | Cessar-fogo - Invasão líbia do Egito repelida. | Anwar Sadat                         | Mohamed el-Gamasy       | ~100            | Desconhecido    |
| Guerra do Golfo (1990–1991)                  | Kuwait · Estados Unidos · Reino Unido · Arábia Saudita · França · Canadá · Egito · Síria · Marrocos · Omã · Qatar               | Iraque                                                          | Vitória - Retirada iraquiana do Kuwait; Emir Jaber Al-Ahmad Al-Jaber Al-Sabah restaurado. - Pesadas baixas e destruição da infra-estrutura do Iraque e do Kuwait.                   | Hosni Mubarak                       | Youssef Sabri Abu Taleb | 11              | Nenhuma         |
| Insurgência no Sinai (2011–)                 | Egito | Estado Islâmico                                                 | em andamento | Conselho Supremo das Forças Armadas | Mohamed Tantawi         | 366- ~600       | 235             |
| Intervenção na Líbia (2015–)                 | Câmara dos Representantes · Egito · Emirados Árabes Unidos                                                                      | Novo Congresso Geral Nacional Conselho da Shura Estado Islâmico | Intervenção militar egípcia | Abdel Fattah el-Sisi                | Sedki Sobhi             | Nenhuma         | 21              |
| Intervenção no Iêmen (2015–)                 | Governo Hadi · Arábia Saudita · Emirados Árabes Unidos · Bahrain · Kuwait · Qatar · Jordan · Marrocos · Sudão · Egito · Senegal | Governo Houthi - Houthis - Partidários de Saleh                 | em andamento - Houthis dissolvem governo iemenita. - Houthis assumem o controle do norte do Iêmen.                                                                                  | Abdel Fattah el-Sisi                | Sedki Sobhi             | Nenhuma         | Nenhuma         |